# Calliphora fulvicoxa
Calliphora fulvicoxa este o specie de muște din genul Calliphora, familia Calliphoridae, descrisă de Hardy în anul 1930. Conform Catalogue of Life specia Calliphora fulvicoxa nu are subspecii cunoscute.